# Garzaie novaresi
Garzaie novaresi este o arie protejată (arie de protecție specială avifaunistică — SPA) din Italia întinsă pe o suprafață de 908 ha, integral pe uscat.

## Localizare
Centrul sitului Garzaie novaresi este situat la coordonatele 45°30′19″N 8°31′10″E / 45.5053°N 8.5194°E.

## Înființare
Situl Garzaie novaresi a fost declarat arie de protecție specială avifaunistică în octombrie 2006 pentru a proteja 12 specii de animale.

## Biodiversitate
Situată în ecoregiunea continentală, aria protejată conține 1 habitat natural: Păduri de stejar sau de stejar și carpen sub-atlantice și medio-europene de Carpinion betuli.
La baza desemnării sitului se află mai multe specii protejate de  păsări (12): stârc cenușiu (Ardea cinerea), stârc galben (Ardeola ralloides), buhai de baltă (Botaurus stellaris), caprimulg (Caprimulgus europaeus), barză albă (Ciconia ciconia), erete de stuf (Circus aeruginosus), erete vânăt (Circus cyaneus), egretă mică (Egretta garzetta), piciorong (Himantopus himantopus), sfrâncioc roșiatic (Lanius collurio), stârc de noapte (Nycticorax nycticorax), cresteț pestriț (Porzana porzana)
Pe lângă speciile protejate, pe teritoriul sitului au mai fost identificate 1 specie de nevertebrate.